# 당인가탐안 2
《당인가탐안 2》(중국어: 唐人街探案2, 영어: Detective Chinatown 2)는 2018년 2월 16일에 개봉한 중국의 코미디 액션 서스펜스 영화이다. 

## 출연
- 왕바오창
- 류하오란
- 샤오양
- 나타샤 류 보르디초
- 왕쉰
- 원화
- 츠마부키 사토시
- 퉁리야
- 쩡장